# Bononia (starożytne miasto)
Bononia (dziś: Bolonia) - starożytne miasto w Italii północnej, na prawym brzegu rzeki Renus (dopływ Padu). Założone zostało przez Etrusków i pierwotnie nosiło nazwę Felsina. W 190 p.n.e. Bononia zostaje zdobyta przez wojska rzymskie, co położyło kres niezależności Galii Przedalpejskiej.